# Monthelon (Saône-et-Loire)
Pour les articles homonymes, voir Monthelon.
Monthelon est une commune française située dans le département de Saône-et-Loire, en région Bourgogne-Franche-Comté.

## Géographie

### Géologie
La commune repose sur le gisement de schiste bitumineux d'Autun daté de l'Autunien (−299 et −282 millions d'années),.

### Climat
Pour des articles plus généraux, voir Climat de la Bourgogne-Franche-Comté et Climat de Saône-et-Loire.
En 2010, le climat de la commune est de type climat océanique dégradé des plaines du Centre et du Nord, selon une étude du Centre national de la recherche scientifique s'appuyant sur une série de données couvrant la période 1971-2000. En 2020, Météo-France publie une typologie des climats de la France métropolitaine dans laquelle la commune est exposée à un climat océanique altéré et est dans la région climatique Lorraine, plateau de Langres, Morvan, caractérisée par un hiver rude (1,5 °C), des vents modérés et des brouillards fréquents en automne et hiver.
Pour la période 1971-2000, la température annuelle moyenne est de 11 °C, avec une amplitude thermique annuelle de 17 °C. Le cumul annuel moyen de précipitations est de 915 mm, avec 11,9 jours de précipitations en janvier et 7,7 jours en juillet. Pour la période 1991-2020, la température moyenne annuelle observée sur la station météorologique de Météo-France la plus proche, « Autun », sur la commune d'Autun à 6 km à vol d'oiseau, est de 10,7 °C et le cumul annuel moyen de précipitations est de 857,2 mm. 
La température maximale relevée sur cette station est de 40 °C, atteinte le 12 août 2003 ; la température minimale est de −18,3 °C, atteinte le 20 décembre 2009,,.
Les paramètres climatiques de la commune ont été estimés pour le milieu du siècle (2041-2070) selon différents scénarios d'émission de gaz à effet de serre à partir des nouvelles projections climatiques de référence DRIAS-2020. Ils sont consultables sur un site dédié publié par Météo-France en novembre 2022.

## Urbanisme

### Typologie
Au 1er janvier 2024, Monthelon est catégorisée commune rurale à habitat dispersé, selon la nouvelle grille communale de densité à sept niveaux définie par l'Insee en 2022.
Elle est située hors unité urbaine. Par ailleurs la commune fait partie de l'aire d'attraction d'Autun, dont elle est une commune de la couronne,. Cette aire, qui regroupe 42 communes, est catégorisée dans les aires de moins de 50 000 habitants,.

### Occupation des sols
L'occupation des sols de la commune, telle qu'elle ressort de la base de données européenne d’occupation biophysique des sols Corine Land Cover (CLC), est marquée par l'importance des territoires agricoles (89,8 % en 2018), une proportion identique à celle de 1990 (89,8 %). La répartition détaillée en 2018 est la suivante : prairies (66,1 %), zones agricoles hétérogènes (23,4 %), forêts (10,2 %), terres arables (0,4 %). L'évolution de l’occupation des sols de la commune et de ses infrastructures peut être observée sur les différentes représentations cartographiques du territoire : la carte de Cassini (XVIIIe siècle), la carte d'état-major (1820-1866) et les cartes ou photos aériennes de l'IGN pour la période actuelle (1950 à aujourd'hui).

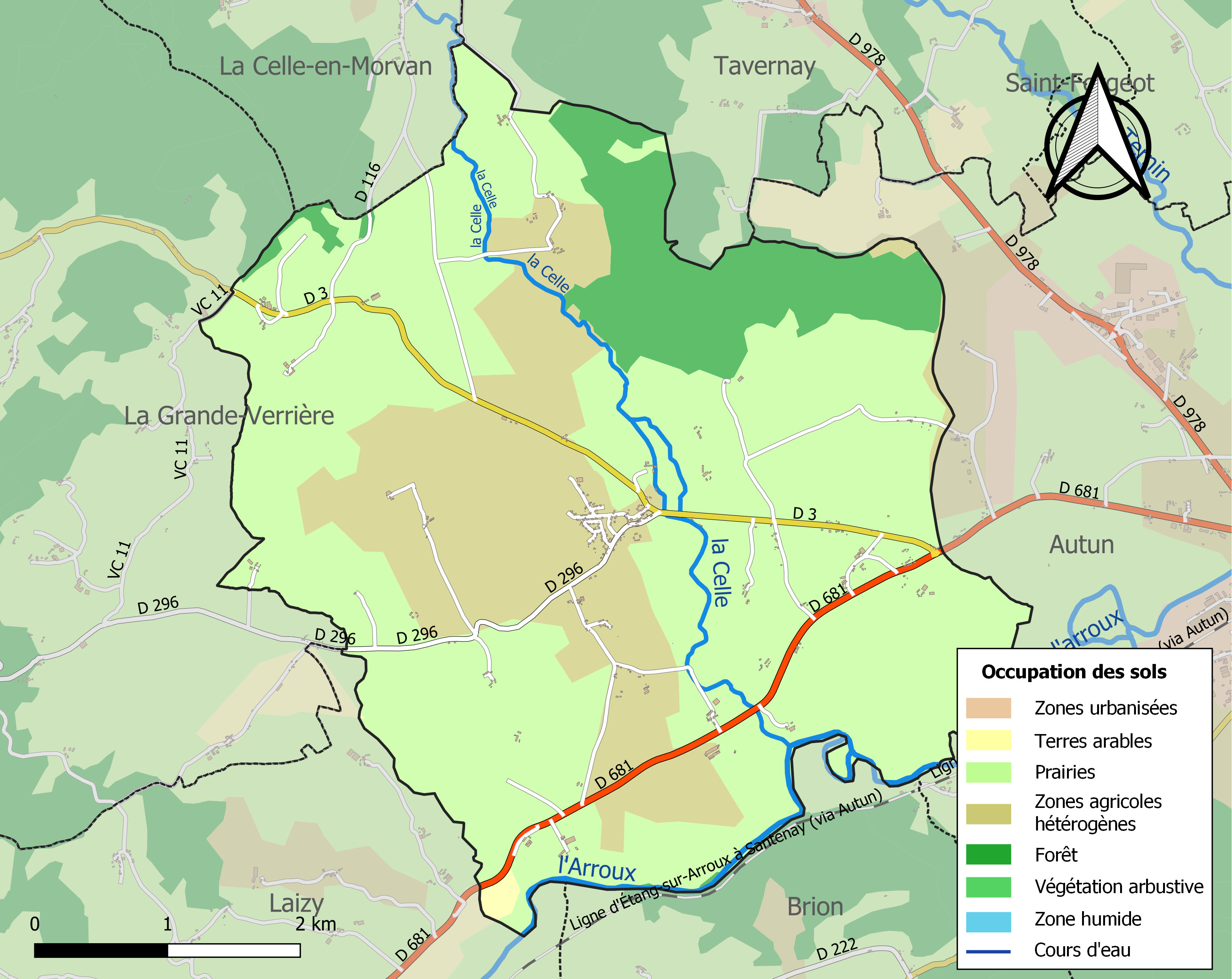
Carte des infrastructures et de l'occupation des sols de la commune en 2018 (CLC).

## Toponymie
Selon le linguiste Jacques Lacroix, la commune tire son appellation d'un composé gaulois *Mantalomagos, qui désigne un « Marché de la Route ». On retrouve ce même thème dans l'étymologie de Manthelan.

## Histoire
Le village connait une forte expansion à la fin du XIXe siècle et au début du XXe siècle, liée à l'exploitation de schistes bitumineux avec l'exploitation de la Margenne,.

Usine de la Margenne.
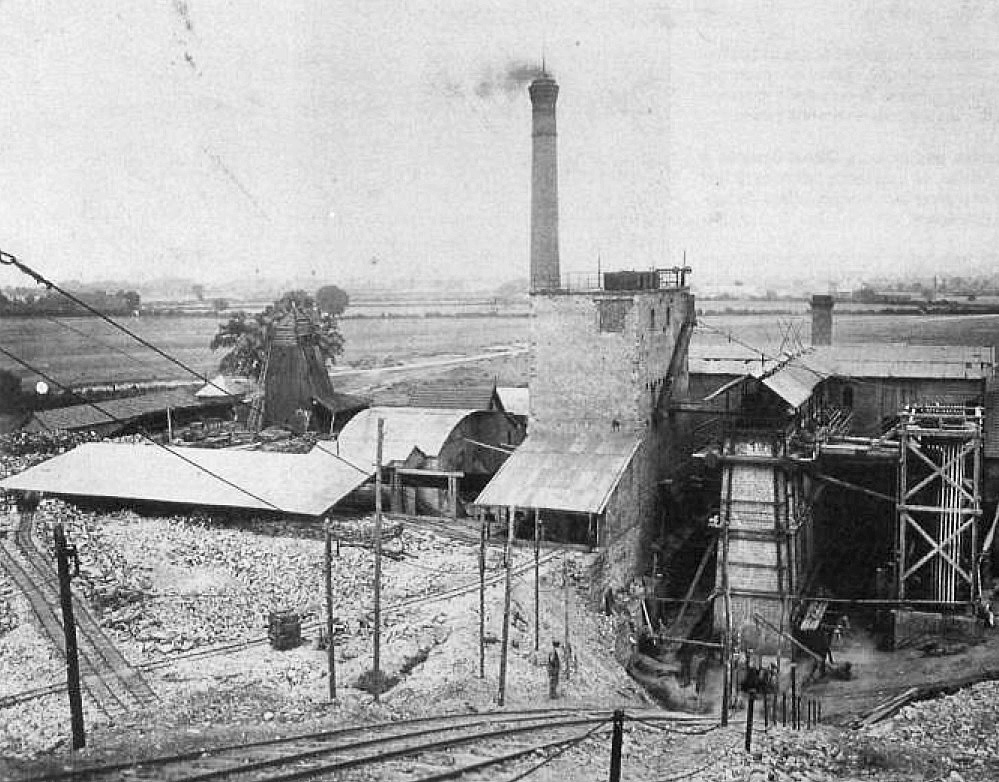
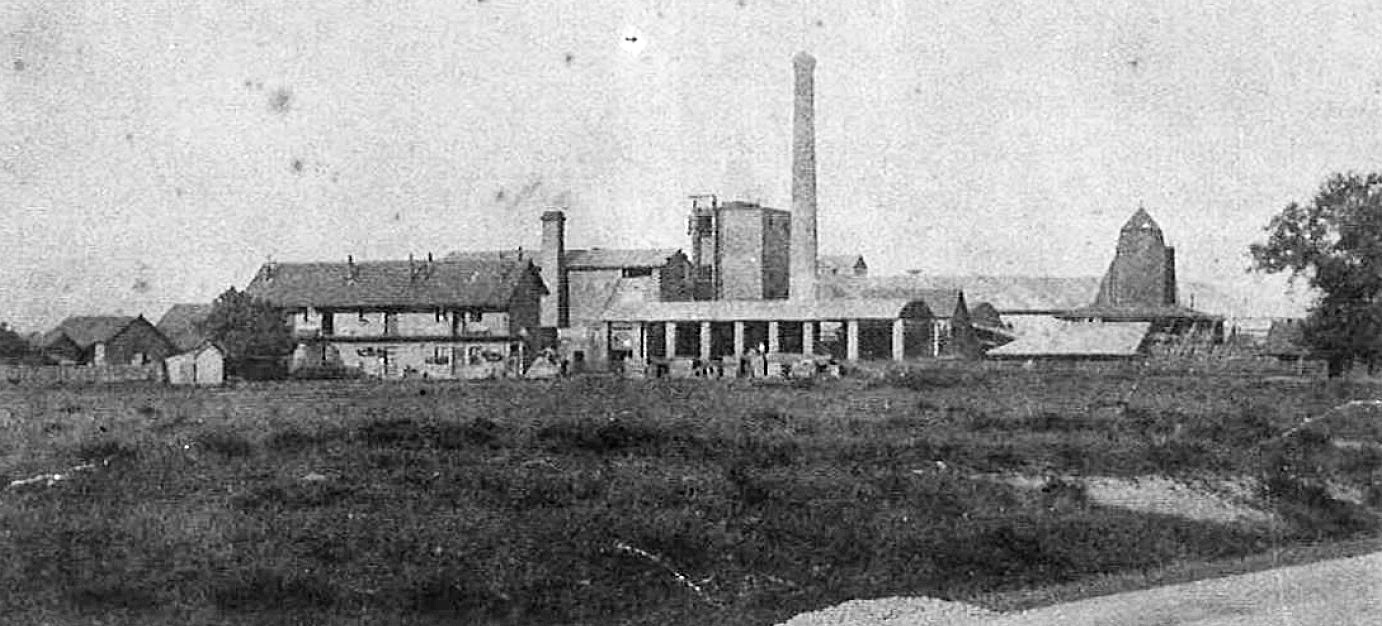

## Politique et administration
| Période                                  | Période      | Identité                | Étiquette | Qualité                                                                       |
| ---------------------------------------- | ------------ | ----------------------- | --------- | ----------------------------------------------------------------------------- |
| Les données manquantes sont à compléter. |              |                         |           |                                                                               |
|                                          |              |                         |           | Maire de la commune d'Autun (1793)                                            |
|                                          | octobre 1799 | Jacques Thibaudin       |           |                                                                               |
| octobre 1799                             | janvier 1806 | Lazare Alliot           |           |                                                                               |
| janvier 1806                             | août 1815    | Jacques Rodary          |           | Papetier à Anost et Monthelon                                                 |
| août 1815                                | mai 1819     | Bernard Billardet       |           | Maire d'Autun (1817-1826), député de Saône-et-Loire (1820-1824)               |
| mai 1819                                 | janvier 1835 | Jacques Rodary          |           |                                                                               |
| janvier 1835                             | janvier 1838 | Bernard Billardet       |           | Maire d'Autun (1817-1826), député de Saône-et-Loire (1820-1824)               |
| janvier 1838                             | janvier 1839 | Lazare Marguerite Darcy |           | Caporal au 18e régiment d'infanterie, propriétaire-fermier à Igornay, Rentier |
| janvier 1839                             | janvier 1841 | Bernard Billardet       |           | Maire d'Autun (1817-1826), député de Saône-et-Loire (1820-1824)               |
| janvier 1841                             | août 1879    | Philibert Rodary        |           | Papetier, Propriétaire                                                        |
| août 1879                                | octobre 1892 | Paul Rodary             |           | Propriétaire                                                                  |
| octobre 1892                             |              | Albert Merle            |           |                                                                               |
| Les données manquantes sont à compléter. |              |                         |           |                                                                               |
|                                          |              |                         |           |                                                                               |
| mars 2001                                | mars 2014    | Marie-Ange Barnay       |           |                                                                               |
| mars 2014                                | mai 2020     | Gérard Coulpied         |           |                                                                               |
| mai 2020                                 | en cours     | Isabelle Joly           |           |                                                                               |

## Démographie
L'évolution du nombre d'habitants est connue à travers les recensements de la population effectués dans la commune depuis 1793. Pour les communes de moins de 10 000 habitants, une enquête de recensement portant sur toute la population est réalisée tous les cinq ans, les populations de référence des années intermédiaires étant quant à elles estimées par interpolation ou extrapolation. Pour la commune, le premier recensement exhaustif entrant dans le cadre du nouveau dispositif a été réalisé en 2008.

En 2022, la commune comptait 375 habitants, en évolution de −2,6 % par rapport à 2016 (Saône-et-Loire : −1,06 %, France hors Mayotte : +2,11 %).
| 1793 | 1800 | 1806 | 1821 | 1831 | 1836 | 1841 | 1846 | 1851 |
| ---- | ---- | ---- | ---- | ---- | ---- | ---- | ---- | ---- |
| 314  | 430  | 429  | 484  | 526  | 471  | 529  | 506  | 495  |

| 1856 | 1861 | 1866 | 1872 | 1876 | 1881 | 1886 | 1891 | 1896 |
| ---- | ---- | ---- | ---- | ---- | ---- | ---- | ---- | ---- |
| 458  | 477  | 497  | 511  | 502  | 502  | 515  | 550  | 525  |

| 1901 | 1906 | 1911 | 1921 | 1926 | 1931 | 1936 | 1946 | 1954 |
| ---- | ---- | ---- | ---- | ---- | ---- | ---- | ---- | ---- |
| 552  | 529  | 479  | 415  | 422  | 394  | 346  | 321  | 282  |

| 1962 | 1968 | 1975 | 1982 | 1990 | 1999 | 2006 | 2008 | 2013 |
| ---- | ---- | ---- | ---- | ---- | ---- | ---- | ---- | ---- |
| 293  | 280  | 251  | 274  | 257  | 279  | 368  | 393  | 390  |

| 2018 | 2022 | - | - | - | - | - | - | - |
| ---- | ---- | - | - | - | - | - | - | - |
| 383  | 375  | - | - | - | - | - | - | - |

## Culture locale et patrimoine

### Lieux et monuments
- Le château de Monthelon.
- L'église, sous le vocable de sainte Jeanne de Chantal (le transept de l'église que l'on voit de nos jours est formé du chœur de l'ancienne église romane, qui est celle que connut François de Sales lors de sa venue en 1604[21]).

### Personnalités liées à la commune
- Jeanne de Chantal (1572-1641), sainte française, habita au château.

## Pour approfondir